# 마오즈융
마오즈융(중국어: 毛致用, 병음: Máo Zhìyòng, 1929년 11월 ~ 2019년 3월 4일)은 중화인민공화국의 정치인이다. 후난성 웨양시 출신이며 1977년부터 1988년까지 중국 공산당 후난성 위원회 서기를 역임했다. 그 외에 후난성장(1977년 ~ 1979년), 중국인민정치협상회의 후난성 의장(1977년 ~ 1979년)을 역임했고 1988년부터 1995년까지 중국 공산당 장시성 위원회 서기를 역임했다.